# Nicole Ndongala
Nicole Ndongala es una defensora de derechos humanos española de origen congoleño. Es directora general de la asociación Karibu y miembro del Consejo Asesor de Casa África.

## Trayectoria
Ndongala llegó a España en 1998 por el clima de inestabilidad política y violencia que vivía su país. Huía de la guerra que estalló en la República Democrática del Congo tras derrocarse el presidente Mobutu Sese Seko. Antes, obtuvo un pasaporte y un visado para Bélgica, desde donde finalmente viajó a España. En este país recibió el estatuto de refugiada.
Ha trabajado como intérprete y traductora para la policía y los tribunales. Es diplomada en Relaciones Públicas y Protocolo e hizo un máster en dirección de entidades sin ánimo de lucro. Asimismo es mediadora intercultural y conferenciante. Durante varios años ha coordinado el Centro de Formación y Promoción de la Mujer de la Asociación Karibu, con el propósito de dignificar a la mujer africana. También ha sido coordinadora de Empoderamiento de Mujeres en el marco del proyecto europeo AFTER.
Desde 2018, Ndongala es la directora general de la Asociación Karibu, que se dedica a apoyar a los inmigrantes africanos en Madrid.